# Cotesia flagitata
Cotesia flagitata är en stekelart som först beskrevs av Papp 1971.  Cotesia flagitata ingår i släktet Cotesia och familjen bracksteklar. Inga underarter finns listade i Catalogue of Life.